# Wijken en buurten in Laarbeek
De Nederlandse gemeente Laarbeek is voor statistische doeleinden onderverdeeld in wijken en buurten. De gemeente is verdeeld in de volgende statistische wijken:
- Wijk 00 Beek en Donk (CBS-wijkcode:165900)
- Wijk 01 Aarle-Rixtel (CBS-wijkcode:165901)
- Wijk 02 Lieshout (CBS-wijkcode:165902)
- Wijk 03 Mariahout (CBS-wijkcode:165903)

Een statistische wijk kan bestaan uit meerdere buurten. Onderstaande tabel geeft de buurtindeling met kentallen volgens het Centraal Bureau voor de Statistiek (2008):
| CBS-buurtcode | Buurtnaam                        | Inwonertal | Opp. totaal (ha) | Opp. land (ha) | Ligging                |
| ------------- | -------------------------------- | ---------- | ---------------- | -------------- | ---------------------- |
| BU16590000    | Beek                             | 4920       | 184              | 180            | Locatie in de gemeente |
| BU16590001    | Donk                             | 3690       | 118              | 113            | Locatie in de gemeente |
| BU16590002    | Bedrijventerrein Beekerheide     | 170        | 35               | 34             | Locatie in de gemeente |
| BU16590003    | Bedrijventerrein Bemmer          | 320        | 60               | 60             | Locatie in de gemeente |
| BU16590009    | Verspreide huizen Beek en Donk   | 710        | 1282             | 1268           | Locatie in de gemeente |
| BU16590100    | Aarle-Rixtel                     | 5100       | 254              | 250            | Locatie in de gemeente |
| BU16590101    | Bedrijventerrein Torenakker      | 70         | 5                | 5              | Locatie in de gemeente |
| BU16590102    | Bedrijventerrein Duivenakker     | 20         | 7                | 7              | Locatie in de gemeente |
| BU16590108    | Verspreide huizen Laar en Strijp | 160        | 390              | 385            | Locatie in de gemeente |
| BU16590109    | Verspreide huizen Heikant        | 310        | 702              | 674            | Locatie in de gemeente |
| BU16590200    | Lieshout                         | 3660       | 118              | 118            | Locatie in de gemeente |
| BU16590201    | Industrieterrein Bavaria         | 40         | 73               | 72             | Locatie in de gemeente |
| BU16590209    | Verspreide huizen Lieshout       | 720        | 981              | 966            | Locatie in de gemeente |
| BU16590300    | Mariahout                        | 1190       | 46               | 46             | Locatie in de gemeente |
| BU16590309    | Verspreide huizen Mariahout      | 720        | 1361             | 1360           | Locatie in de gemeente |